# Незабутня (повість)
«Перше кохання» (англ.The loved one), «Незабутня» — трагікомічний роман (за іншими джерелами — повість) англійського письменника Івліна Во, опублікований у 1947 році в жанрі "чорного гумору". Дія твору відбувається в Лос-Анджелесі. Автор описує спотворений світ, в якому похоронні ритуали і естетика крематорію керують почуттями живих людей.

## Особливості
"Незабутня" була написана в результаті поїздки Івліна Во в Голлівуд у лютому та березні 1947 року. Metro-Goldwyn-Mayer, американська компанія з кіновиробництва, була зацікавлена в екранізації твору Во "Повернення в Брайдсгед" (1945). Але автор написав: «Я не думаю, що шість американців зрозуміють твір» і був збитий з пантелику і навіть обурений власною популярністю в Америці. Згадував це, як «мій принизливого успіх в США».
Во не мав наміру дозволити MGM екранізувати "Повернення в Брайдсгед", але дозволив кіностудії привезти його та його дружину до Каліфорнії та виплатити йому $2000 за тиждень переговорів. MGM пропонувала $140 000 за права на екранізацію, але Во був обачним і переконався, що тижнева стипендія була виплачена незалежно від результатів переговорів. Во вів переговори з продюсером MGM Леоном Гордоном, британським драматургом і сценаристом та  британським сценаристом Кейт Вінтером, колись знаного у Європі, як автора, що мав писати екранізацію. Во поскаржився, що Вінтер "бачить Брайдсгед чисто як історію кохання", і що ніхто в MGM не зміг зрозуміти "богословський підтекст" роману. MGM відмовилася від переслідування роману після того,  Во пояснив Гордону "про що був Брайдсгед".
У Голлівуді Во отримував задоволення від зустрічей з Чарлі Чапліном і Волтом Діснеєм ( «двома художниками того місця»), але скаржився на житло, якість їжі і відсутність вина під час їди, вбрання, неформальні манери. Як би там не було, в літературному плані його поїздка до Голлівуду була успішною. Він писав: "Я знайшов глибоку шахту літературного золота на кладовищі Forest Lawn і в праці моргу, тому маю намір одразу приступити до роботи над повістю, що там постала". Засновник Forest Lawn, доктор Губерт Ітон , і його співробітники подарували Во екскурсію по об'єкту. Автор також мав копію книги Ітона "Ембальмінгові методики", яку Во зауважив серед маргіналій. Во відчував, що есхатологічний і апокаліптичний підтекст, що містився в "Поверненні в Брайдсгед", не вплинув на багатьох американських читачів,тому він був сповнений рішучості виділити есхатологічні аспекти американського суспільства в "Незабутній".

## Сюжет
В один нестерпно спекотний вечір в будинок Френсіса Хінзлі в Голлівуді приходить сер Емброуз Еберкромбі і застає господаря, сценариста компанії "Мегаполітен пікчерз", разом з його молодим другом і поетом Денісом Барлоу за склянкою віскі. Всі троє англійці, а англійці, на думку сера Еберкомбі, тут, в Америці, повинні триматися разом і не опускатися нижче певного рівня, тобто не погоджуватися на роботу, яка не відповідає їхньому статусу в тутешньому суспільстві. Ці слова в першу чергу стосувались Деніса, у якого недавно закінчився контракт з однією з кіностудій, поступив на службу в похоронну контору для тварин під назвою "Угіддя кращого світу", що всіма англійцями Голлівуду було сприйнято як ганебний крок.
У сера Френсіса останнім часом справи йшли теж не блискуче. Незабаром він дізнається, що і його термін на студії скінчився: його звільнили. З відчаю він закінчує життя самогубством. Деніс, який проживає разом з сером Френсісом, прийшовши одного разу додому, застає того повішеним, і йому доводиться зайнятися процедурою поховання. Заради цієї мети він навідується в "Долину шепоту", солідне похоронне бюро з незліченною кількістю персоналу і величезним меморіальним парком, де панує атмосфера умиротворення і благопристойності. Деніс, зацікавлений чисто у професійному плані, користується наданою йому можливістю під керівництвом морг-провідниці оглянути будівлю компанії, з якою його власна контора в деякому сенсі конкурує, і ознайомитися з усіма послугами, наданими небіжчикам, або "незабутнім", як їх тут називають, при переході в інший світ. Там він зустрічає молоденьку косметичку, Еме Танатогенос, яка справила на нього незабутнє враження. Вона запевняє Деніса, що завдяки вмілим рукам і таланту містера Джойбоя, очільника усіх бальзамувальників, зовнішній вигляд Денісового друга буде більш ніж достойним. Трохи пізніше Деніс випадково зустрічається з Еме в меморіальному парку, куди прийшов, щоб скласти оду покійному, замовлену йому для похоронної церемонії. Деніс поет, і ще в Англії під час війни у нього вийшла книжка віршів, що мала гучний успіх.
Молоді люди починають зустрічатися, і через півтора місяця справа у них доходить до заручин. Містер Джойбой, що представляє собою втілення найдосконаліших професійних манер і користується романтичним успіхом в усіх косметичок "Долини шепоту", теж небайдужий до Еме. Він ніколи не говорив їй відкрито про свою симпатію, але висловлює свої почуття за допомогою небіжчиків. До Еме з його рук вони завжди потрапляють з блаженно-дитячою посмішкою на вустах. Це стає навіть причиною ревнощів з боку інших дівчат. Одного разу він повідомляє Еме, що її, ймовірно, очікує підвищення і перехід на посаду бальзамувальниці. З цього приводу містер Джойбой запрошує Еме на вечерю до себе додому, де він проживає з "матусею" і її старим облізлим папугою. Прийом не здається Еме занадто привітним, і вона користується першою ж можливістю, щоб втекти звідти.
Після того, як містер Джойбой дізнається про заручини Еме, всі небіжчики, що потрапляють до неї в руки, набувають трагічно-сумне вираз. Знаючи про те, що наречений дівчини щодня пише їй вірші, містер Джойбой з її дозволу показує їх одному літератору і з'ясовує, що всі вони належать перу класичних англійських поетів. Він повідомляє про це Еме. Крім того, незабаром у матері містера Джойбоя вмирає папуга. Приїхавши в "Угіддя кращого світу", він зустрічає там Деніса, який приховував від Еме місце своєї роботи і запевняв, що готується стати священиком Вільної церкви. Робив він це тому, що його контора за престижем стоїть на кілька сходинок нижче за "Долину шепоту" і про неї Еме неодноразово відгукувалася зі зневагою.
Зіткнувшись з обманом, Еме приймає рішення порвати з Денісом і призначити дату весілля з містером Джойбоєм. Про всі свої переживання і труднощі в особистому житті Еме регулярно пише в редакцію однієї з газет, якомусь популярному духовному наставнику, якому в газеті відведена щоденна рубрика під назвою "Мудрість Гуру Браміна". Гуру Брамін — це двоє чоловіків, що відповідають на листи кореспондентів. Один з них, містер Хлам, відповідає на них не на газетній шпальті, а в особистій кореспонденції. Незабаром після того, як Деніс дізнається про нові заручини Еме, він зустрічається з дівчиною і переконує її, що вона не має права порушувати дану йому клятву. Його слова, несподівано для самого Деніса, справляють на дівчину сильне враження. Прийшовши додому, вона терміново по телефону розшукує містера Хлама, в цей же день звільненого через пияцтво, і просить його допомогти порадою. Містер Хлам, сам перебуваючи не в найкращому настрої, радить Еме, що вже встигла набриднути йому своїми листами, зістрибнути з даху. В цей же вечір вона безуспішно намагається викликати до себе містера Джойбоя, який називає її "роднуля-детуля", але приїхати не може, тому що у його "Матусі" свято — вона купила нового папугу. Еме вночі виходить з дому, направляється в "Долину шепоту" і там, зовсім не бажаючи помститися містеру Джойбою, випадково опиняється саме на його столі і робить собі ін'єкцію ціаністого калію.
Вранці, прийшовши на роботу, містер Джойбой знаходить у себе на столі труп своєї нареченої і ховає його в холодильник, щоб нікому не стало про нього відомо. Він вирушає до Деніс і просить його про допомогу. Деніс пропонує піддати Еме кремації в "Угіддях кращого світу", а зникнення дівчини, у якої до того ж немає батьків, пояснити тим, що вона втекла з колишнім нареченим в Європу.
Сер Емброуз, дізнавшись, що Деніс збирається відкрити власну похоронне агентство, іде до нього і вмовляє скоріше повернутися в Англію, щоб не ганьбити співвітчизників. Він навіть дає йому грошей на дорогу. Ще деяку суму Деніс отримує від містера Джойбоя. Ніщо більше не тримає його в Америці, де так багато людей, навіть більш гідних, ніж він, зазнали катастрофи і загинули.

## Герої
Деніс Барлоу — відомий 28-річний британський поет, що приїхав до Голлівуду. Його звільнили з роботи і тепер він працює в похоронному бюро для домашніх тварин "Угіддях кращого світу" . Він часто цитує рядки поезії під час розмови, а також в письмовій формі, особливо коли знайомиться і зустрічається з Еме Танатогенос, яка вірить що він є автором цих рядків. 
Еме Танатогенс — косметолог в "Долині шепоту". Вона була названа на честь євангеліста Еме Семпл Макферсон. Її ім'я від французької — "кохана людина", а її прізвище від грецької — "народився від смерті". Во описує очі, як "зеленуваті і віддалені, з багатим відблиском безумства".
Пан Джейбой — старший з бальзамувальників у "Долині шепоту". Його козир — це сяюча усмішка, яку він залишає на обличчях забальзамованих тіл. Він живе зі своєю матір'ю, місіс Джойбой, під її пануванням і опікою.
Сен Френсіс Хінзлі — Голлівудський будинок Барлоу. У молодості Хінзлі написав широко відомий роман "Вільна Людина вітає зорі", але здавна покинув писемність. Колишній головний сценарист для Megalopolitan Pictures, як відкриває роман, він працює для їх рекламного відділу і бореться з ребрендингом актриси на ім'я Хуаніта дель Пабло в ірландські зірки. Він звільнений з Мегалополіту і висить сам.
Сер Емброуз Еберкромбі — видатний британський актор та лідер британської діаспори у Голлівуді, насамперед зацікавлений у підтримці іміджу своєї країни в очах Голлівуду. 

## Цитати
"Ви ніколи не зустрінете англійця на найнижчих щаблях — окрім як в Англії, звісно"
"Імовірно, її серце було розбите, але це був лише незначний і недорогий продукт місцевого виробництва"
"Для хвилини прозріння іноді замало й всього життя"
"- Чим я можу допомогти?
- Мені потрібно домовитись про похорон.
- Про Ваш власний?
- Ні, звісно. А що, схоже, ніби я відходжу?"
"Люди тут цілком пристойні і великодушні, і головне — вони зовсім не потребують, щоб їх слухали"
"У тому світі, що відмирає, з якого я прийшов, цитування — справжній національний порок"
"Жінки завжди так, — сказав містер Хлам, — Для них просто ніж гострий впустити хоч одного чоловіка"
"Він відкривав антологію, як жінка відкриває пачку улюблених цигарок"
"Чоловік, який працював до мене, ображав почуття клієнтів трудовим ентузіазмом"

## Згадки в інших творах
Том Пакстон згадує про "Незабутню", а також про книгу Джесіки Мітфорд "Американський шлях смерті", як про одних з натхненників створення своєї сатиричної пісні "Лісова галявина" .

## Екранізації
Книга була екранізована в 1965 році Тоні Річардсоном, автор сценарію Тері Сазерн. Фільм «Незабутня» знятий у жанрі чорної комедії і його фінал своїм сюжетом відрізняється від повісті. Після самогубства головної героїні її тіло запускають у космос.